# 12008 Kandrup
12008 Kandrup è un asteroide areosecante. Scoperto nel 1996, presenta un'orbita caratterizzata da un semiasse maggiore pari a 1,9965634 UA e da un'eccentricità di 0,3165161, inclinata di 29,74524° rispetto all'eclittica.